# Trackshittaz
Trackshittaz est un groupe de hip-hop autrichien. Formé en 2010, le groupe se compose de Lukas Plöchl et Manuel Hoffelner, avant sa séparation en 2015.

## Biographie

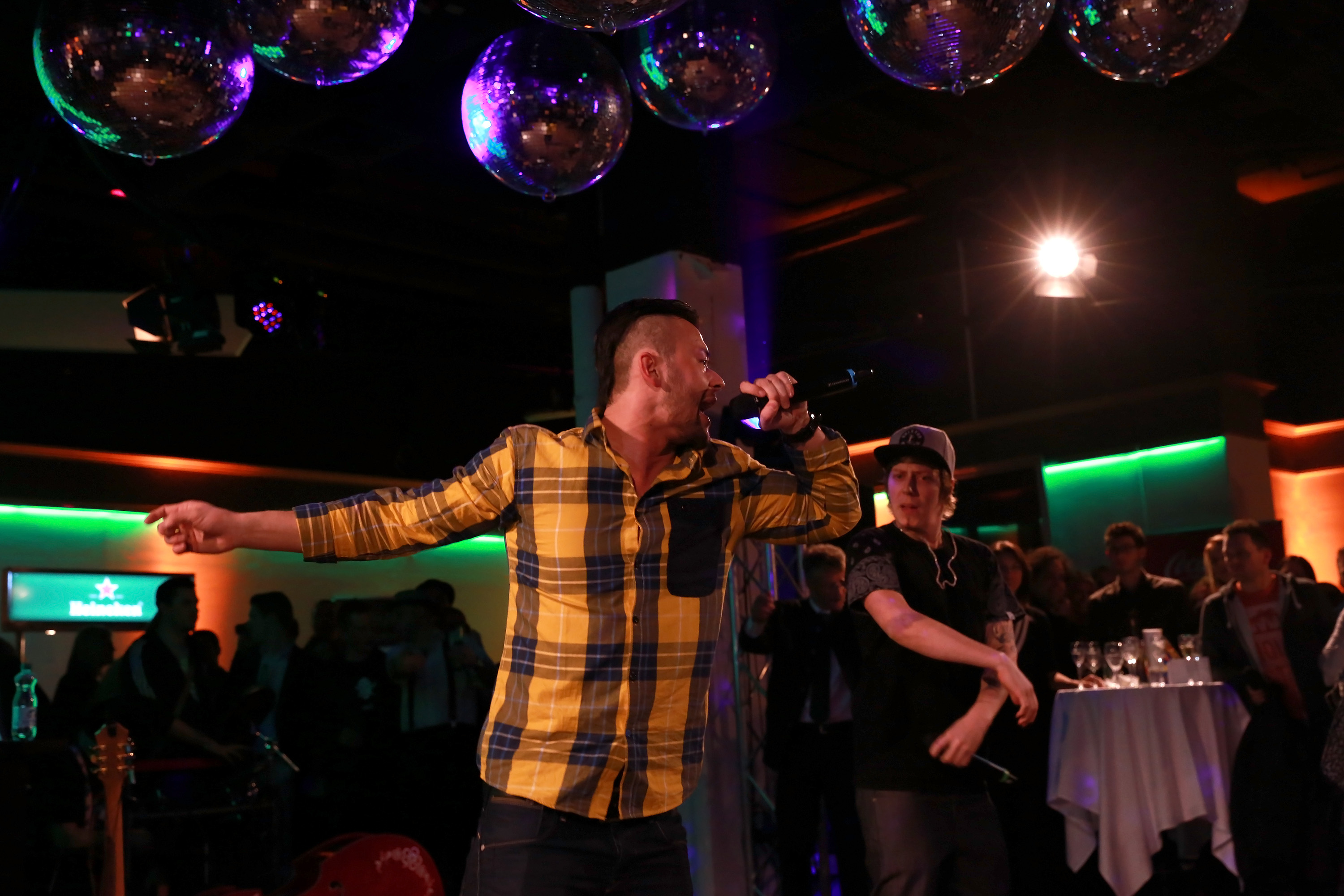
Trackshittaz (2014).

Le groupe est formé au printemps 2010 par Lukas Plöchl (G-Neila), et son collègue Manuel Hoffelner (Manix), un élève de l'institut d'enseignement supérieur pour les professions économiques de Freistadt, à Leopoldschlag. Le nom du groupe émerge pendant sa création au concours de l'UHS-Bandcontest à Freistadt. À cette période, le groupe n'avait pas encore de chansons, mais réussit à en composer au moins six chansons en huit jours pour pouvoir participer au concours, selon les membres du groupe. Les Trackshittaz se font connaitre pour la première fois en 2010 via la plate-forme YouTube avec Alloa bam Fraunz, une reprise de la chanson Alors on danse du chanteur belge Stromae, vue plus de 100 000 fois,.
Entre octobre 2010 et janvier 2011, Plöchl participe à des castings pour l'émission Helden von morgen. Après sa première performance, le groupe signe chez Sony Music et publie le titre Oida taunz!. La chanson atteint la première place des classements autrichiens. Il est le premier titre autrichien classé premier avant même sa sortie en téléchargement. Ce poste a également été atteint avec Guuugarutz , qui est apparu en janvier 2011.
En 2012, ils participent au Concours Eurovision de la chanson 2012, jouant leur titre Woki mit deim Popo. Le 24 juillet 2015, Plöchl et Hoffelner annoncent la séparation du groupe.

## Discographie

### Albums studio
- 2011 : Oidaah pumpn muas‘s
- 2011 : Prolettn feian längaah
- 2012 : Traktorgängstapartyrap
- 2012 : Zruck zu de Ruabm
- 2014 : #TS4

### Singles
- 2010 : Oida taunz (Columbia/Sony Music)
- 2011 : Guuugarutz (Columbia/Sony Music)
- 2011 : Killalady  (Columbia/Sony Music)
- 2011 : Touchdown (Columbia/Sony Music)
- 2011 : Grüllarei (Columbia/Sony Music)
- 2011 : Oida Chüüü (Columbia/Sony Music)
- 2011 : Woki mit deim Popo (Columbia/Sony Music)
- 2012 : Geila ois (Columbia/Sony Music)
- 2014 : Gmiatlich Dreschn (Columbia/Sony Music)
- 2014 : Schuachblattlaboogie (Columbia/Sony Music)
- 2014 : Politisch Korrekt

## Distinctions
- 2011 : Disque d'or pour 10 000 exemplaires de Oidaah pumpn muas’s vendus en Autriche
- 2011 : Disque d'or pour 15 000  exemplaires de Oida taunz! vendus en Autriche
- 2011 : Disque de platine pour 20 000 exemplaires de  Oidaa pumpn muas’s vendus en Autriche
- 2011 : Disque de platine pour 10 000 exemplaires de Prolettn feian längaah vendus en Autriche
- 2012 : Disque de platine pour 10 000 exemplaires de Zruck zu de Ruabm in Österreich[10]